# SOCCKET

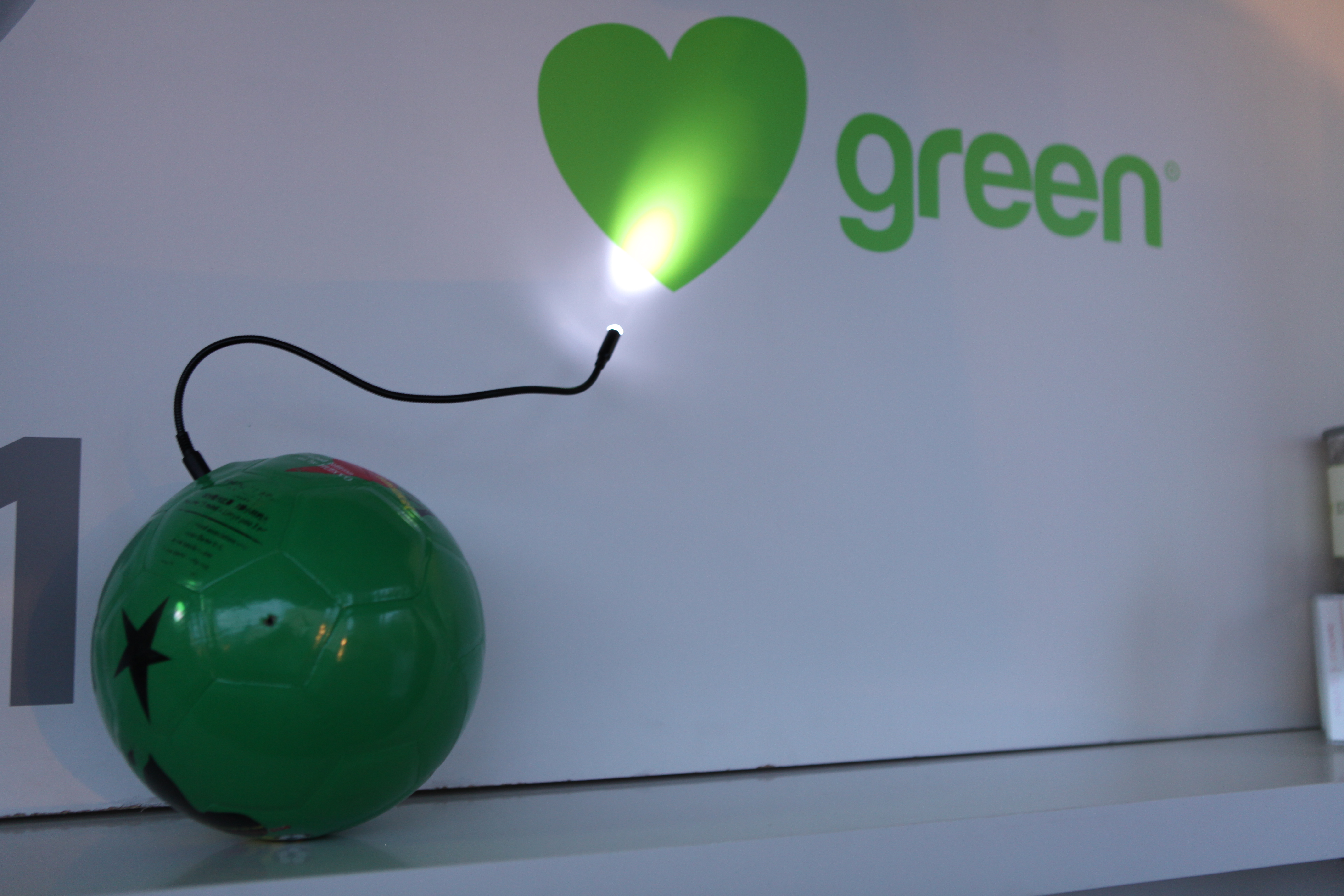
Мяч SOCCKET способен обеспечить трёхчасовую работу LED-лампы после 10—15 минут игры в футбол

SOCCKET — футбольный мяч, созданный компанией «Uncharted Play», который способен создавать электроэнергию. В первую очередь, такой мяч был создан для решения проблем жителей стран третьего мира, в жилищах которых за неимением электричества используются небезопасные керосиновые лампы.

## История
Конструкция мяча была запатентована четырьмя студентами Гарвардского университета. Позднее они основали компанию «Uncharted Play», чьим флагманским продуктом и стал SOCCKET. Прототип мяча впервые был продемонстрирован СМИ в начале 2010 года.
Название «SOCCKET» является производным от английских слов «soccer» (с англ. — «футбол») и «socket» (с англ. — «разъём, розетка»).

## Принцип работы
Внутри мяча SOCCKET установлено устройство по выработке и хранению полученной энергии — литий-ионный аккумулятор, который превращает кинетическую энергию удара в электрическую. Мяч генерирует напряжение в 6 ватт, которого хватит, чтобы подключить стандартную LED-лампу, зарядить сотовый телефон, подключить бытовой вентилятор или водный стерилизатор. Мяч SOCCKET весит столько же, сколько и обычный, он водонепроницаем, а его внутренний механизм имеет дополнительную защиту.